# Tancos (Vila Nova da Barquinha)
Tancos ist eine Gemeinde (Freguesia) im portugiesischen Kreis Vila Nova da Barquinha. In ihr leben 190 Einwohner (Stand 19. April 2021).

## Einzelnachweise

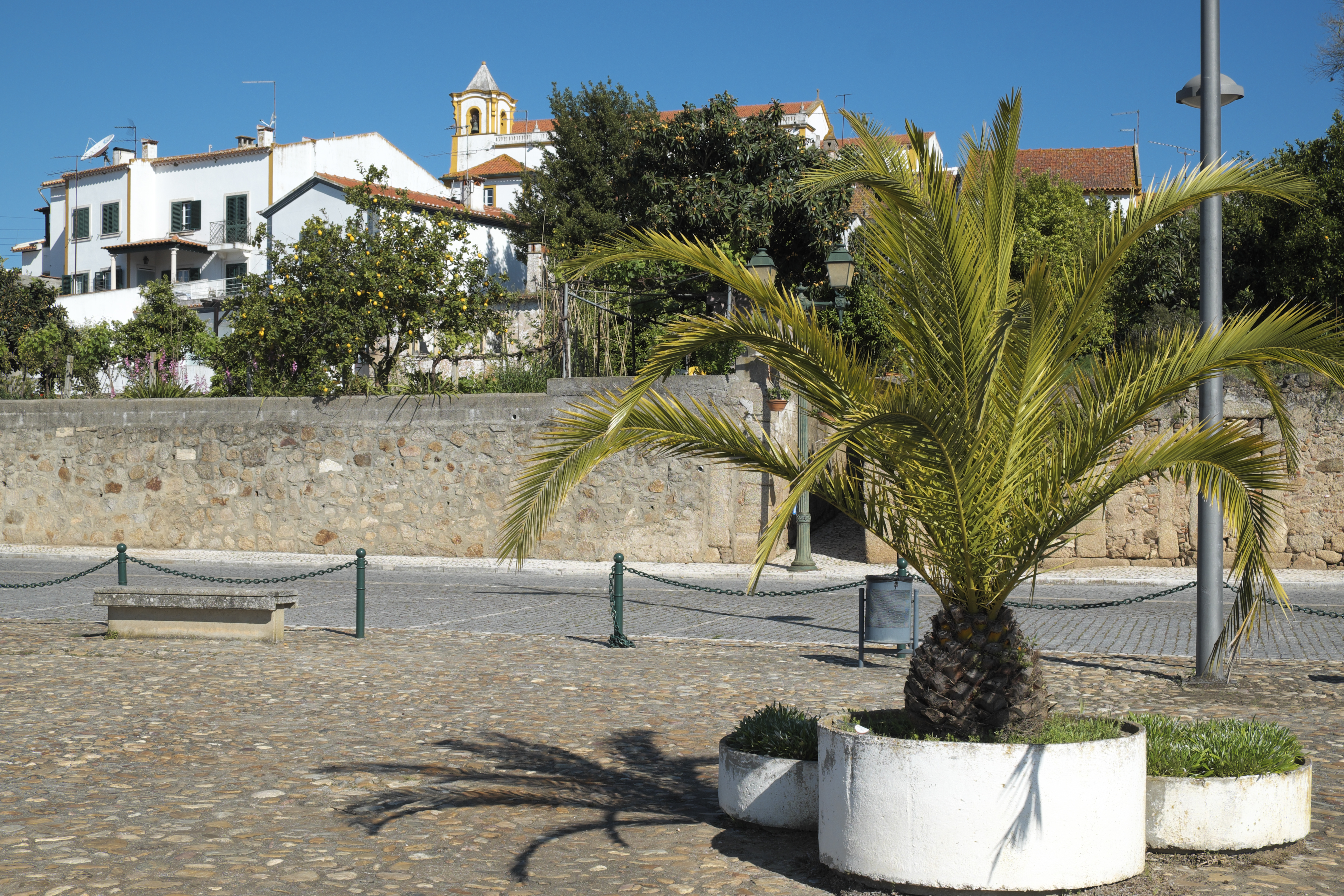
Tancos